# Sa (faraone)
Sa (fl. XXIX-XXVIII secolo a.C.) è il nome Horo di un sovrano egizio inquadrabile, con una certa probabilità, nella II dinastia.

## Biografia
Il nome è fornito da alcuni graffiti su pezzi di stoviglie e mancano gli elementi per collegarlo ai sovrani della dinastia di cui non conosciamo la titolatura completa ne ad alcun altro noto solamente per le liste reali (Abydos, Saqqara, Canone Reale, Manetone).
| G39 |

s3 - Sa (figlio)
Una lettura diversa del glifo potrebbe essere
| G29 |

b3 - Ba
e quindi una variante del nome Horo di Ba altro sovrano di cui si conosce solamente il nome Horo.

## Cronologia
| Periodo         | Dinastia | Anni di regno                                 |
| Periodo arcaico | II       | tra il 2800 a.C. ed il 2700 a.C. (± 100 anni) |